# Hemerodromia adulatoria
Hemerodromia adulatoria är en tvåvingeart som beskrevs av Collin 1927. Hemerodromia adulatoria ingår i släktet Hemerodromia och familjen dansflugor. Arten är reproducerande i Sverige. Inga underarter finns listade i Catalogue of Life.